# おっとガッテン恭ノ介
『おっとガッテン恭ノ介』（おっとガッテンきょうのすけ）は、2004年4月10日から2006年4月1日まで茨城放送で放送されていたワイド番組である。

## 概要
『上恭ノ介のアイム・カミング』から引き続き上恭ノ介がパーソナリティを、渡辺美奈子がアシスタントを務めていた長時間生ワイド番組。『上恭ノ介のアイム・カミング』は金曜午後と土曜午後とに分けて放送されていたが、本番組は土曜の朝から夕方近くまで放送という、かつての『恭ノ介の天下御免』と同じ放送スタイルになった。

## 放送時間
- 土曜 8:30 - 16:00 （2004年度）[1]
- 土曜 8:30 - 15:50 （2005年度）[2] - ミニ番組『ハーモニータイム』の放送開始によって10分縮小。

## タイムテーブル
2005年9月時点でのデータを掲載。
- 8:300 オープニング
- 8:370 IBS交通情報
- 8:460 県警からのお知らせ
- 8:560 IBS交通情報
- 9:000 今日のお元気さん
- 9:100 朝日新聞ニュース
- 9:130 天気予報
- 9:150 ガッテン五七五
- 9:270 IBS交通情報
- 9:300 交通安全指導取締情報
- 9:330 なるみのもっとキレイになりたい! （朝日放送製作）
- 9:400 マイタウン水戸（毎月第2土曜に放送）
- 9:550 天気予報
- 10:01 今日のお元気さん
- 10:05 テレマートラジオショッピング
- 10:15 ナベ・とものチアーズランド（東北放送製作）
- 10:30 IBS交通情報
- 10:45 母の詩
- 10:58 天気予報
- 11:00 今日のお元気さん
- 11:02 スクーピーレポート
- 11:20 交通情報
- 11:27 茨城新聞ニュース
- 11:35 ぼくの作文わたしの作文
- 11:40 みんなの教育
- 11:55 ラジオ県だより
- 12:30 お昼のニュース
- 12:33 天気予報
- 12:35 交通安全指導取締情報
- 12:37 IBS交通情報
- 12:40 トヨタ プレシャス・ボックス!
- 13:00 Blue Stage Music Music
- 13:43 交通情報
- 13:53 天気予報
- 13:55 農産物・畜産物市況
- 14:00 スウィングレポート
- 14:30 交通安全指導取締情報
- 14:33 シネマクルーズ
- 14:45 会話って楽しい
- 15:00 朝日新聞ニュース
- 15:03 天気予報
- 15:15 テレマートラジオショッピング
- 15:25 IBS交通情報
- 15:30 スウィングレポート
- 15:45 エンディング

## コーナー
実施していたコーナーの多くは、後継番組『さてはとことん恭ノ介』に引き継がれた。
- ガッテン五七五 - 川柳のコーナー。
- 母の詩
- みんなの教育 - 『恭ノ介の天下御免』でも行われていた茨城県教育委員会の広報コーナー。番組の終了後も単独番組として続き、2023年現在は月曜・水曜・金曜の7:37頃に放送されている[3]。
- Blue Stage Music Music - 茨城日産提供、渡辺がかつて担当していた『エピソードM』の引き継ぐコーナー。本番組でも同様に渡辺が担当。
- シネマクルーズ - 最新映画の紹介コーナー。